# Ljig
 Ovo je glavno značenje pojma Ljig. Za druga značenja pogledajte Ljig (razdvojba).
Ljig (ćirilično Љиг) grad i središte istoimene općina u Republici Srbiji. Nalazi se u Središnjoj Srbiji i pripada u Kolubarski okrug.

## Povijest
Povijest grada počinje 1911. godine, kada je sagrađena željeznička pruga između Lajkovca i Gornjeg Milanovca. 
Najranije spomen imena Ljig se mogu pronaći u 17. stoljeću u zapisima Evlije Čelebije, koji je opisao "LIGmehri" (rijeku Ljig) koja izvire iz Kara Daga u selu Ba i ulijeva se u rijeku Kolubaru kod Valjeva. 
Željeznička stanica je sagrađena 1917. godine u blizini današnjeg centra grada. Tijekom Prvog svjetskog rata, u ovom kraju je vođena Kolubarska bitka. Spomenik posvećen ovoj bitci je podignut na planini Rajac. Grad je jedan on najnerazvijenijih u Srbiji, okružen planinama.

## Stanovništvo
Prema popisu stanovništva iz 2002. godine u gradu živi 3443 stanovnika.
| Etnički sastav 2002. |            |        |
| Narod                | Stanovnika | %      |
| Srbi                 | 2.912      | 97,75% |
| Crnogorci            | 14         | 0,46%  |
| Romi                 | 6          | 0,20%  |
| Goranci              | 6          | 0,20%  |
| Makedonci            | 3          | 0,10%  |
| Hrvati               | 2          | 0,06%  |
| Slovenci             | 2          | 0,06%  |
| Muslimani            | 2          | 0,06%  |
| Mađari               | 1          | 0,03%  |
| nepoznato            | 19         | 0,63%  |

| broj stanovnika | 964   | 1194  | 1416  | 1954  | 2632  | 2754  | 2979  |
|                 | 1948. | 1953. | 1961. | 1971. | 1981. | 1991. | 2002. |

## Vanjske poveznice
- Karte, udaljenosti i vremenska prognoza  Arhivirana inačica izvorne stranice od 8. lipnja 2009. (Wayback Machine)